# خالد بن بندر بن سلطان آل سعود
الأمير خالد بن بندر بن سلطان بن عبد العزيز آل سعود (مواليد 1977م)، السفير السعودي لدى المملكة المتحدة، ومستشار في وزارة الخارجية بالمرتبة الممتازة، كان يشغل منصب سفير المملكة العربية السعودية في ألمانيا. والآن هو سفير المملكة العربية السعودية في المملكة المتحدة. والده هو الأمير بندر بن سلطان بن عبد العزيز آل سعود رئيس المخابرات السعودية سابقا
ذهب الأمير خالد لجامعة أكسفورد حيث تخرج في كلية الدراسات الشرقية من بيمبروك. ذهب للعمل في الأمم المتحدة في نيويورك وتخرج من أكاديمية ساندهيرست العسكرية الملكية. ثم درس في مدرسة فليتشر للقانون والدبلوماسية قبل العمل لمدة 3 سنوات كمستشار للسفير السعودي في واشنطن. في عام 2006م أسس شركة الدايم القابضة وخالد هو الرئيس التنفيذي للالدايم بونج لويد، وهي مشروع مشترك بين الدايم ومجموعة بونج لويد الهندية؛ رئيس تأجير معدات هيرتز المملكة العربية السعودية و ممثل المدير العام لشركة الحماة، وهي شركة سعودية ورئيس بيبلوس العقارية ومقرها في دولة الإمارات العربية المتحدة.

## زواجه
في عام 2011م عقد قرانه من لوسي كوثبرت ابنة اخت دوق مدينة نورثمبلاند.